# Salem (марка сигарет)

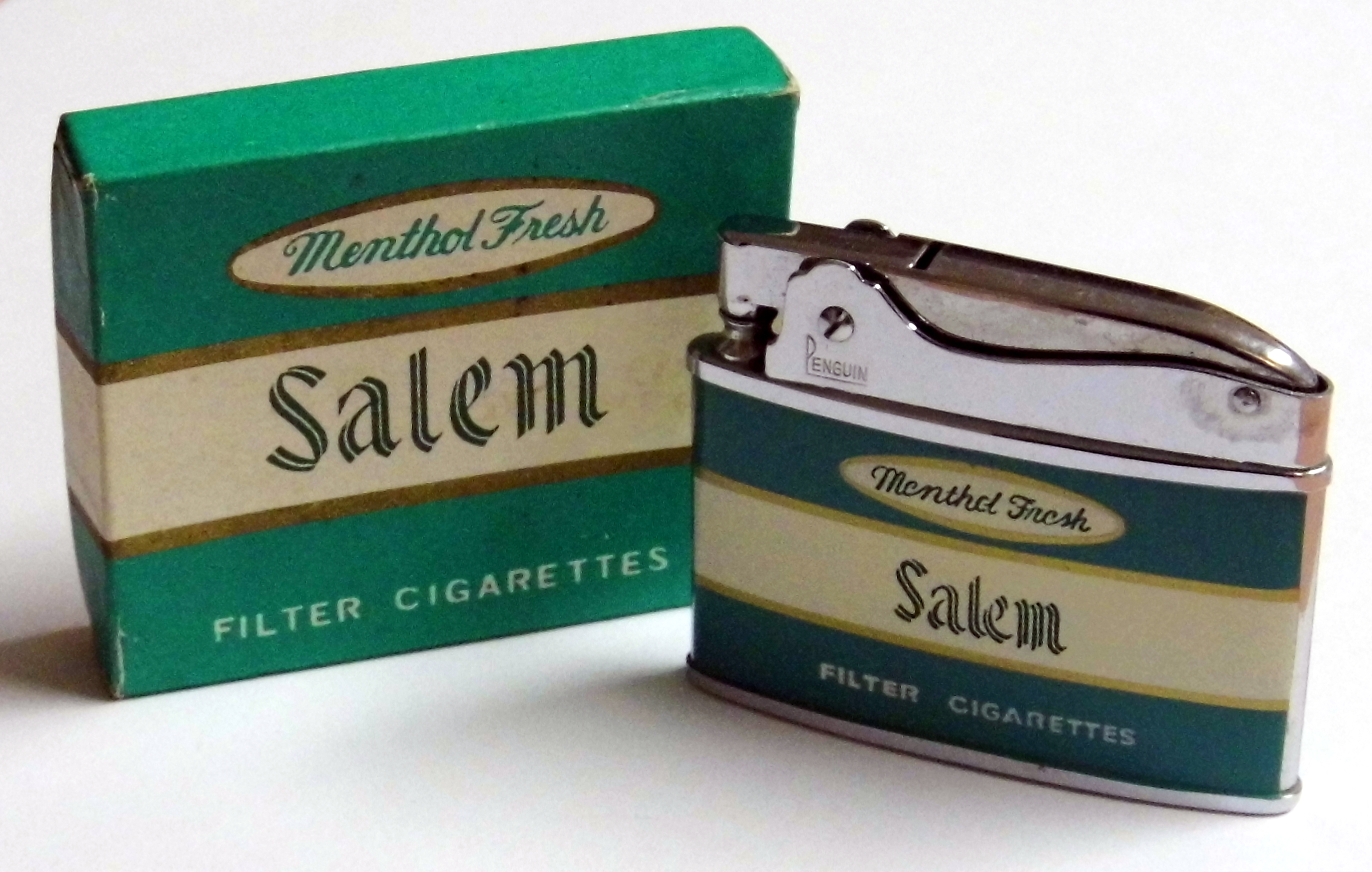

Salem — первые сигареты с ментолом, выпущенные в 1956 году. В этом же году они стали самыми продаваемыми не только в США, но и в мире.
Это одна из самых известных марок сигарет с ментолом. Имеет характерный сине-зелёный цвет пачки. Марка была названа в честь города Уинстон-Сейлем (англ. Winston-Salem) в штате Северная Каролина, исторического центра переработки табачного листа.
Сигареты «Salem» были популярны в СССР и странах СНГ в 1980-1990-е годы.